# Космос-17
Космос-17 — советский космический спутник, запущенный в 1963 году для демонстрации новых спутниковых технологий СССР. Также известен под названием «ДС-А1 № 2». Был запущен в рамках днепропетровской спутниковой программы. Аппарат является семнадцатым спутником программы «Космос», и пятым космический аппаратом типа ДС успешно достигшим орбиты Земли, после Космоса-1, Космоса-6, Космоса-8 и Космоса-11. Главной задачей спутника было тестирование новых разработок и технологий для будущих советских военных спутников. Аппарат также проводил исследования излучения от ядерных взрывов.
Аппарат был запущен на борту ракеты-носителя Космос-2 63С1. Запуск был произведен 22 мая 1963 года в 03:00 GMT с пусковой площадки Маяк-2 стартового комплекса на полигоне Капустин Яр.
Космос-17 был помещен на низкую околоземную орбиту с перигеем в 251 километр, апогеем в 658 километров, наклоном в 48,9 градусов, и орбитальным периодом в 93,7 минут Закончил свою работу спутник 2 июня 1965 года, когда войдя в плотные слои атмосферы прекратил своё существование. Космос-17 был вторым аппаратом из семи спутников серии ДС-А1. Технологические эксперименты по испытанию приборов связи и навигации позднее были применены на спутниках ГЛОНАСС.